# Microlicia isostemon
Microlicia isostemon är en tvåhjärtbladig växtart som beskrevs av John Julius Wurdack. Microlicia isostemon ingår i släktet Microlicia och familjen Melastomataceae. Inga underarter finns listade i Catalogue of Life.